# Štúrovo

Stadens vapen.

Štúrovo (ungerska Párkány) är en stad i södra Slovakien, på gränsen till Ungern. Tvärs över floden Donau ligger på ungerska sidan staden Esztergom. Štúrovo har 10 279 invånare (2018).